# Iglesia Evangélica Unida

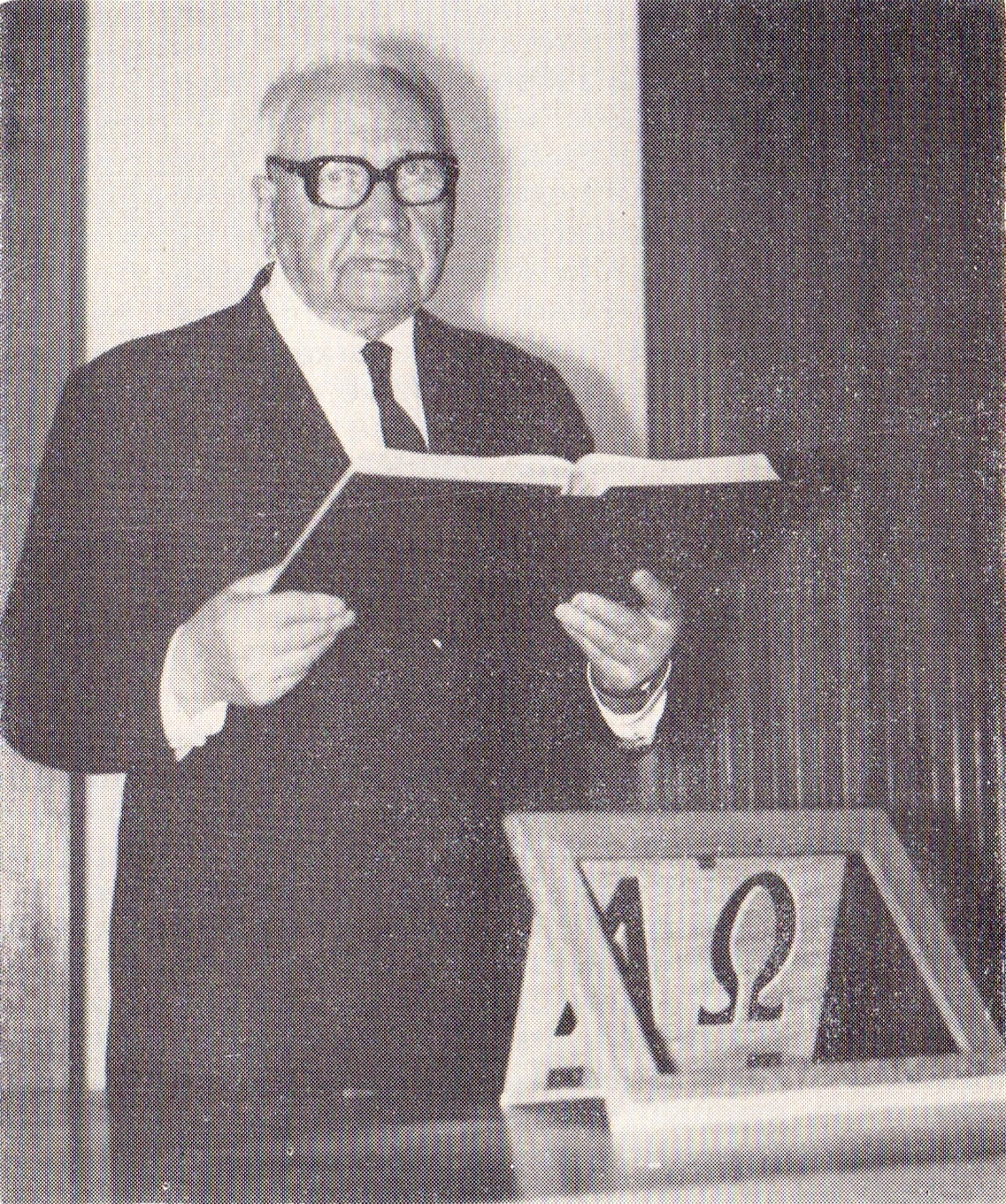
Stanisław Krakiewicz, jefe de la Iglesia en los años 1953-1975.

Iglesia Evangélica Unida (en polaco: Zjednoczony Kościół Ewangeliczny)  – la asociación religiosa existente en 1947–1988 en la República Popular de Polonia. Reuniendo cinco iglesias protestantes polacas caracterizadas por evangélico piadoso y bautismo práctica solo a las personas conscientes de su fe. Dos de ellos eran pentecostales. Durante la República Popular de Polonia, fue la iglesia evangélica más grande de Polonia. Hasta 1953, la iglesia tenía el carácter de una federación, en 1953 se abolió la separación. En 1981, Iglesia Evangélica Unida regresó a la estructura federal. 
En 1981 estaba hecho de un grupo de cristianos libres, que formó una asociación religiosa separada titulada La Iglesia de Hermanos de Plymouth. A partir de entonces, Iglesia Evangélica Unida cubrió cuatro comunidades. En 1987, en el último sínodo de la iglesia, se decidió disolver a Iglesia Evangélica Unida. Al final de su existencia, excedió los 17,000 seguidores. Como resultado de su ruptura, se crearon cuatro iglesias separadas: la Iglesia de los Cristianos de la Fe Evangélica en la República de Polonia, la Iglesia de Cristianos Evangélicos, las Congregaciones de la Iglesia de Cristo y la Iglesia Pentecostal en la República de Polonia.